# Johann Friedrich III. (Sachsen)

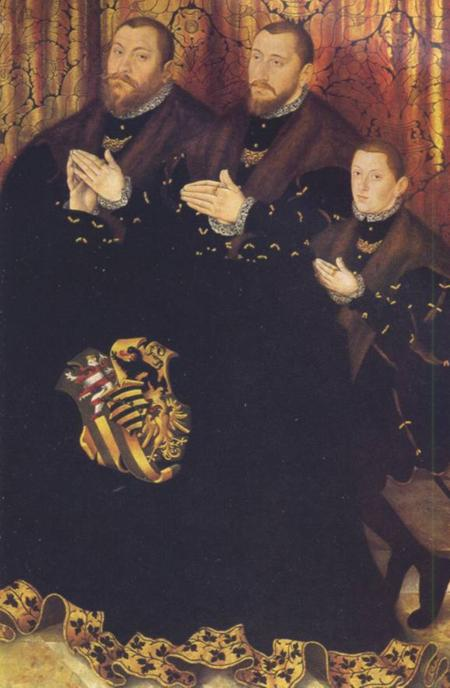
Johann Friedrich III. (rechts), mit seinen älteren Brüdern Johann Friedrich II. und Johann Wilhelm

Johann Friedrich III. der Jüngere (* 16. Januar 1538 in Torgau; † 31. Oktober 1565 in Jena) war ein Herzog zu Sachsen aus der ernestinischen Linie der Wettiner. 

## Leben
Johann Friedrich war der vierte und jüngste Sohn des sächsischen Kurfürsten Johann Friedrich des Großmütigen (1503–1554) aus dessen Ehe mit Sibylle (1512–1554), Tochter des Herzogs Johann III. von Jülich-Kleve-Berg.
Er war infolge von Vernachlässigung im Kindesalter stets kränklich und schwach. Schon im Jugendalter der Theologie zugewandt, ging er zum Studium dieser Wissenschaft nach Jena. Bis 1557 unter Vormundschaft seines älteren Bruders stehend, regierte Johann Friedrich von da an allein, überließ aber zunächst für vier Jahre die Alleinherrschaft seinem ältesten Bruder. Dieser Vertrag wurde 1561 nochmals um vier Jahre verlängert.
Johann Friedrich III. wirkte aufgrund seiner Persönlichkeit oft vermittelnd auf seine Brüder. Er starb im Alter von 27 Jahren unverheiratet und kinderlos. Sein Grab befindet sich in der Stadtkirche in Weimar.